# Karl-Heinz Wellerdiek
Karl-Heinz Wellerdiek (* 1959 in Gütersloh; † 15. Januar 2019) war ein deutscher Sänger, Schauspieler, Schriftsteller und Theaterleiter.

## Leben
Karl-Heinz Wellerdiek wuchs in seiner Heimatstadt auf. Um später das familieneigene Möbelunternehmen weiterführen zu können, absolvierte er sowohl eine kaufmännische als auch eine Tischlerlehre. Durch seine Mutter früh an Literatur und Theater interessiert, studierte Wellerdiek in späteren Jahren Gesang (Stimmlage Tenor) und Schauspiel in New York, München und Hamburg.
Auf Kreuzfahrtschiffen machte Wellerdiek erste berufliche Erfahrungen, bis er 1982 nach Hamburg kam, wo er zunächst fünf eigene Hotels führte, dann aber eine Tanzschule eröffnete. In dieser Eigenschaft realisierte er unter dem Titel Tanzen lernen – Schritt für Schritt mehrere Lehrvideos. 2004 übernahm Wellerdiek den Engelsaal am Valentinskamp in der Hamburger Neustadt, der mit Operetten, Musicals und Schlagerrevuen die so genannte Leichte Muse auf den Spielplan bringt. Er schrieb Drehbücher und Komödien, verfasste Bühnenlibretti und Erzählungen. Seine letzte Arbeit war 2018 mit Mama Loo ein Musical mit Liedern von Les Humphries.
Für seine Verdienste um die Hamburger Kultur wurde Wellerdiek im April 2019 vom Hamburger Senat mit dem Portugaleser in Silber ausgezeichnet. Er starb nach kurzer schwerer Krankheit und hinterlässt seinen Ehemann Thomas Wellerdiek.

## Veröffentlichungen (Auswahl)
- 2008: Die Prinzipalin, Verlag Ed. Crooner, Hamburg, ISBN 978-3-9811796-0-6
- 2011: Oma Krögers Bismarckhering, Elbsommer-Verlag, Hamburg, ISBN 978-3-9814608-0-3
- 2011: Das große Klein-Erna-Buch, Elbsommer-Verlag, Hamburg, ISBN 978-3-9814608-3-4
- 2013: Uns' Oma is over the Ocean, Elbsommer-Verlag, Hamburg, ISBN 978-3-9814608-1-0